# 鈴木猛史
鈴木 猛史（すずき たけし、1988年5月1日 - ）は、日本のアルペンスキー選手、チェアスキーヤー。KYB株式会社経営企画本部広報部所属。

## 来歴
福島県耶麻郡猪苗代町出身。小学2年生のときに交通事故に遭い、両大腿を切断。3年への進級後にチェアスキーを始め、中学在学中の2003年にアルペンスキー世界選手権への初出場を果たす。
福島県立猪苗代高等学校在学中の2006年に行われたトリノパラリンピックより、冬季パラリンピックのアルペンスキー競技に4大会連続で出場する。高校を卒業後には駿河台大学文化情報学部へ進学するが、親元を離れての乱れた食生活と慢心により一時スランプに陥る。一念発起して食生活の改善とトレーニングに乗り出してからは調子を取り戻し、2010年のバンクーバーパラリンピックで男子座位大回転で銅メダルを獲得。また、大学所在地の自治体である埼玉県から彩の国功労賞を受賞した。
2011年春に駿河台大学を卒業した後も、大学職員になって現役続行する。2011-2012シーズンの障害者アルペンスキーワールドカップの男子座位で、森井大輝に続く総合順位2位に入賞。2012-2013シーズンの障害者アルペンスキーワールドカップの男子座位で、森井を上回る総合順位1位と種目別総合順位1位に入賞する。
2014年3月8日、ソチパラリンピックのアルペンスキー男子滑降において3位となり、銅メダルを獲得。また同年3月13日、同じくソチパラリンピックのアルペンスキー男子回転において1位となり、金メダルを獲得した。3月13日は17年前に鈴木が交通事故に遭った日でもあり、事故の悲劇を金メダルの喜びに変えたという不思議な縁を感じさせた。同年春の叙勲で紫綬褒章を受章する。
2015年7月31日付で駿河台大学を退職し、同年8月1日付でカヤバ工業（後のKYB）に入社。ヘッドスポンサーもカヤバとなる。
2018年、平昌パラリンピックのアルペンスキー男子スーパー複合、大回転において4位に入賞する。

## 主な記録
- 2006年、トリノパラリンピック
  - 滑降：4位
  - 回転：12位
  - 大回転：途中棄権
  - スーパー大回転：棄権
- 2010年、バンクーバーパラリンピック
  - 大回転： 銅メダル
  - スーパー大回転：5位
  - スーパー複合：5位
  - 滑降：11位
  - 回転：15位
- 2014年、ソチパラリンピック
  - 回転： 金メダル
  - 滑降： 銅メダル
  - 大回転：10位
  - スーパー大回転：途中棄権
  - スーパー複合：途中棄権
- 2018年、平昌パラリンピック
  - スーパー複合：4位
  - 大回転：4位
  - 滑降：9位
  - スーパー大回転：13位
  - 回転：途中棄権